# Dassault Étendard II

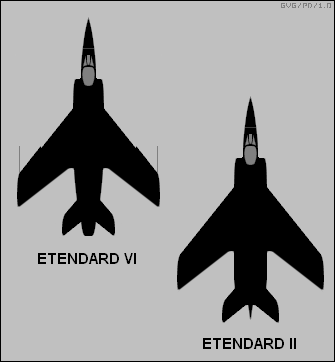
Differenze tra il Dassault Étendard VI ed Étendard II. (Immagine creata da Greg Goebel).

Il Dassault Étendard II (dal francese: stendardo) era un prototipo di caccia francese sviluppato a metà degli anni cinquanta, inizialmente come derivato della famiglia dei Mystère. Lo sviluppo venne presto abbandonato in quanto il velivolo risultò sottopotenziato.

## Sviluppo
Designato originariamente come Mystère XXII, il velivolo era stato sviluppato in seguito ad una specifica emessa dell'Armée de l'air per la fornitura di un bireattore leggero da appoggio tattico, e la costruzione del primo prototipo, poi ribattezzato Étendard II, venne finanziata dal governo francese.
L'Étendard II era un monoplano ad ala medio-bassa a freccia di 45°, la quale derivava da quella del Dassault Super Mystère B.2 modificata per permettere al velivolo di operare su terreni di fortuna e portaerei. L'apertura alare era leggermente inferiore rispetto a quella dei Mystère mentre l'apparato propulsivo era costituito da due turbogetti Turboméca Gabizo da 18,4 kN (1 100 kgf) di spinta ciascuno. L'armamento previsto era di due cannoncini DEFA 550 da 30 mm e attacchi per pod Matra dotati di 32 razzi SNEB da 68 mm.
L'unico prototipo venne portato in volo per la prima volta il 23 luglio 1956 ai comandi del pilota collaudatore Paul Boudier, ma il velivolo risultò sottopotenziato e gravato anche da problemi ai motori; lo sviluppo venne pertanto presto abbandonato. La Dassault Aviation preferì concentrare i suoi sforzi su altri progetti giudicati più promettetenti. Due derivavano direttamente dall'Étendard II ed adottavano una diversa motorizzazione. Erano l'Étendard IV, un velivolo dalle maggiori dimensioni e dotato di abitacolo pressurizzato e l'Étendard VI destinato al concorso NATO per un caccia/cacciambombardiere leggero. Quest'ultimo si trattava essenzialmente di un Étendard II ottimizzato per operare a bassa quota e su campi non preparati. Parallelamente era iniziata la carriera dei Mirage: il primo caccia sperimentale, l'MD 550 Mirage aveva volato già il 25 giugno 1955, mentre il primo dei Mirage III, volerà pochi mesi dopo i prototipi dell'Étendard II e IV, il 18 novembre 1956.
Il Programma Étendard II si concluse con un solo prototipo giunto alla fase di collaudo in volo, uno dotato di una versione dotata di motore Gabizo con postbruciatore rimasto incompiuto e di una proposta da presentare alla aviation navale prevista per il luglio 1956 e mai realizzata.
Della famiglia degli Étendard solo il IV, l'unico sviluppato privatamente dalla ditta, raggiunse la produzione di serie come caccia multiruolo imbarcato.

## Serie
- Dassault Étendard: Étendard II (1 prototipo, 1956) - Étendard VI (2 prototipi, 1957) - Étendard IV (90 esemplari, 1958) - Super Étendard (85 esemplari, 1974)